# Política de Puerto Rico
Puerto Rico, oficialmente Estado Libre Asociado de Puerto Rico es un territorio no incorporado de los Estados Unidos, situado al noreste del Caribe, al este de la República Dominicana y al oeste de las Islas Vírgenes. Su costa oeste se sitúa, además, a aproximadamente 2.000 kilómetros (1.280 millas) de la costa de Florida, la más cercana del continente. El archipiélago de Puerto Rico incluye la isla principal de Puerto Rico, la más pequeña de las Antillas Mayores, y un número de islas y cayos más pequeñas, de las cuales las más grandes son: Mona, Vieques y Culebra. Los puertorriqueños son ciudadanos de los Estados Unidos desde 1917 por medio de la Ley Jones.

## Gobierno de Puerto Rico
El gobierno del Estado Libre Asociado de Puerto Rico está dividido en tres ramas: la rama ejecutiva, la rama legislativa y la rama judicial.
La rama ejecutiva está representada y dirigida por el Gobernador. El Gobernador es electo por voto directo en una elección general cada cuatro años y designa, con el consejo y consentimiento del Senado, a los miembros de su gabinete, el cual está formado por los secretarios de los departamentos. 
La rama legislativa recae en la Asamblea Legislativa, una legislatura bicameral compuesta del Senado y de la Cámara de Representantes. El Senado cuenta con 27 miembros – dos por cada uno de los ocho distritos electorales y once por acumulación electos por voto único no transferible y la Cámara cuenta con 51 miembros – uno por cada uno de los cuarenta distritos electorales y once por acumulación electos por voto único no transferible.
La rama judicial recae en el Tribunal Supremo de Puerto Rico es la corte más alta en el Estado Libre Asociado de Puerto Rico, tiene la autoridad judicial final en Puerto Rico, pero sus decisiones pueden ser recurridas ante la Corte Suprema de los Estados Unidos.
El Comisionado Residente tiene los mismos poderes que cualquier otro miembro de la Cámara de Representantes de los Estados Unidos excepto que no puede votar en las sesiones en el hemiciclo de la Cámara. En cambio, puede integrar y votar en las comisiones de la Cámara, pero solo cuando su voto no sea determinante en el tema.

## Partidos políticos
Los partidos políticos en la actualidad (febrero de 2020):
- Partido Popular Democrático
- Partido Independentista Puertorriqueño
- Partido Nuevo Progresista
- Movimiento Victoria Ciudadana
- Proyecto Dignidad